# Orthacanthacris bimaculatua
Orthacanthacris bimaculatua är en insektsart som beskrevs av Willemse, C. 1922. Orthacanthacris bimaculatua ingår i släktet Orthacanthacris och familjen gräshoppor. Inga underarter finns listade i Catalogue of Life.